# Mangora
Mangora är ett släkte av spindlar som beskrevs av Octavius Pickard-Cambridge 1889.
Mangora ingår i familjen hjulspindlar.

## Dottertaxa tillMangora, i alfabetisk ordning[1][2]
- Ljusterspindel
- Mangora acaponeta
- Mangora amchickeringi
- Mangora angulopicta
- Mangora argenteostriata
- Mangora bimaculata
- Mangora calcarifera
- Mangora campeche
- Mangora candida
- Mangora chicanna
- Mangora corcovado
- Mangora craigae
- Mangora crescopicta
- Mangora distincta
- Mangora falconae
- Mangora fascialata
- Mangora fida
- Mangora foliosa
- Mangora fornicata
- Mangora fortuna
- Mangora gibberosa
- Mangora goodnightorum
- Mangora hemicraera
- Mangora herbeoides
- Mangora hirtipes
- Mangora inconspicua
- Mangora insperata
- Mangora itza
- Mangora ixtapan
- Mangora lactea
- Mangora leucogasteroides
- Mangora maculata
- Mangora melanocephala
- Mangora melanoleuca
- Mangora mobilis
- Mangora montana
- Mangora nahuatl
- Mangora novempupillata
- Mangora oaxaca
- Mangora passiva
- Mangora pia
- Mangora picta
- Mangora placida
- Mangora polypicula
- Mangora punctipes
- Mangora purulha
- Mangora rhombopicta
- Mangora schneirlai
- Mangora semiargentea
- Mangora songyangensis
- Mangora spiculata
- Mangora strenua
- Mangora sufflava
- Mangora theridioides
- Mangora tschekiangensis
- Mangora umbrata
- Mangora vito
- Mangora volcan
- Mangora v-signata